# Agelasta quadrimaculata
Agelasta quadrimaculata är en skalbaggsart som först beskrevs av Charles Joseph Gahan 1890.  Agelasta quadrimaculata ingår i släktet Agelasta och familjen långhorningar. Inga underarter finns listade i Catalogue of Life.